# Maurice Blondel
Maurice Blondel (n. 2 noiembrie 1861, Dijon, Al Doilea Imperiu Francez – d. 4 iunie 1949, Aix-en-Provence, Franța) a fost un filosof francez.

## Poziții
Blondel a criticat integrismul și Action française.
Prin lucrarea sa Histoire et dogme (1904) a încercat o mediere a pozițiilor exegetului Alfred Loisy. În contextul unei atmosfere încărcate de suspiciuni, demersul lui Blondel a rămas fără rezultate practice, excomunicarea lui Alfred Loisy nefiind retrasă. Blondel și-a atras el însuși critici din partea teologilor neoscolastici, însă s-a bucurat de înțelegerea arhiepiscopului Edwin Bonnefoy⁠(fr)[traduceți].
Opera lui Blondel a influențat gândirea lui Henri de Lubac.